# Harmstonia pectinicauda
Harmstonia pectinicauda är en tvåvingeart som beskrevs av Robinson 1964. Harmstonia pectinicauda ingår i släktet Harmstonia och familjen styltflugor.
Artens utbredningsområde är Virginia. Inga underarter finns listade i Catalogue of Life.